# Dolina Młynów

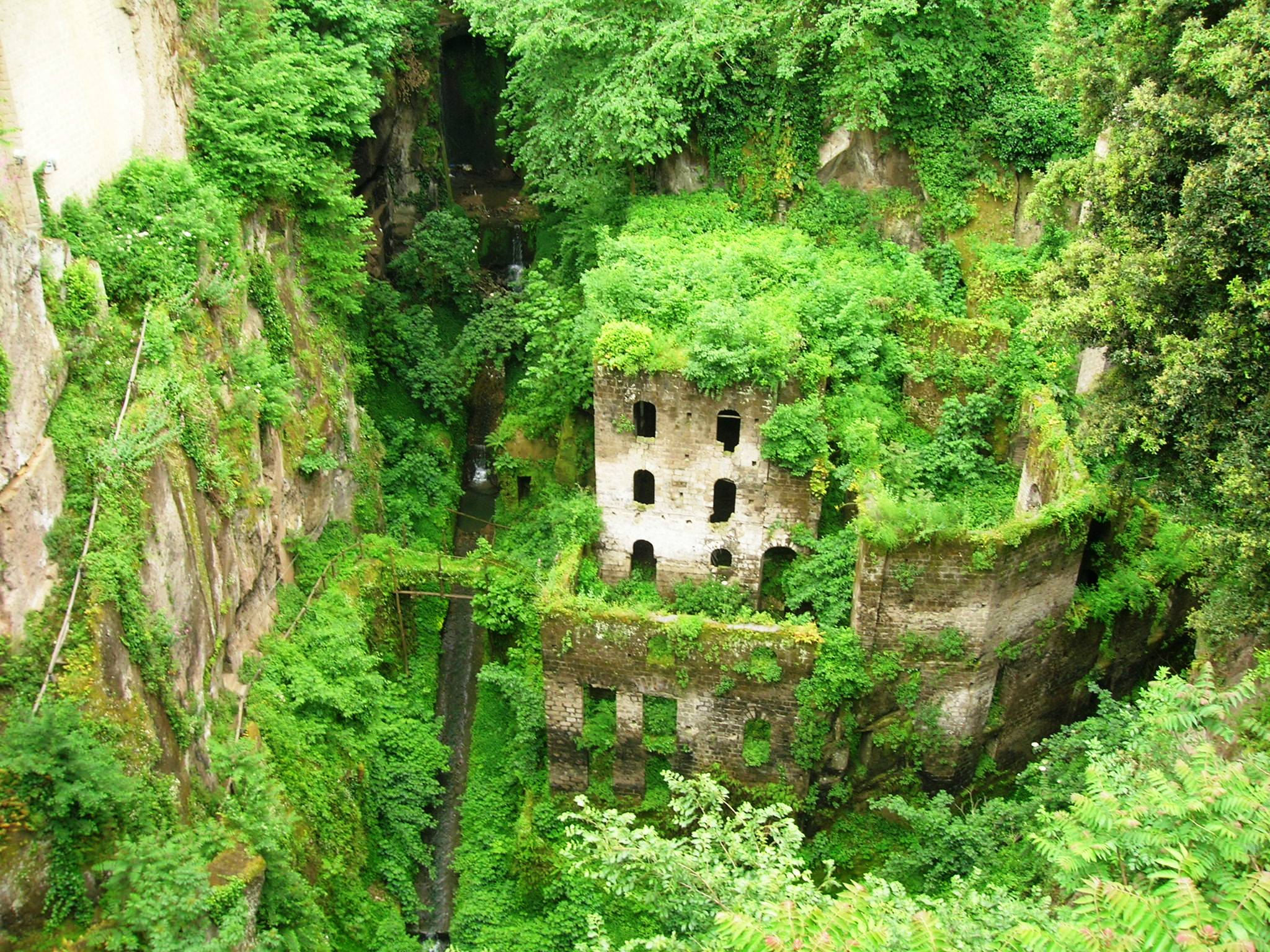
Widok na jeden z młynów

Dolina Młynów (wł. Vallone dei Mulini) – dolina położona w Sorrento w regionie Kampania we Włoszech. Dolina jest częścią systemu pięciu dolin, które niegdyś przecinały półwysep. Miejsce to jest znane głównie z ruin młynów, które były niegdyś istotnym elementem lokalnej gospodarki. Dolina, otoczona stromymi ścianami porośniętymi bujną roślinnością, stanowi wyjątkowy zabytek architektury przemysłowej.

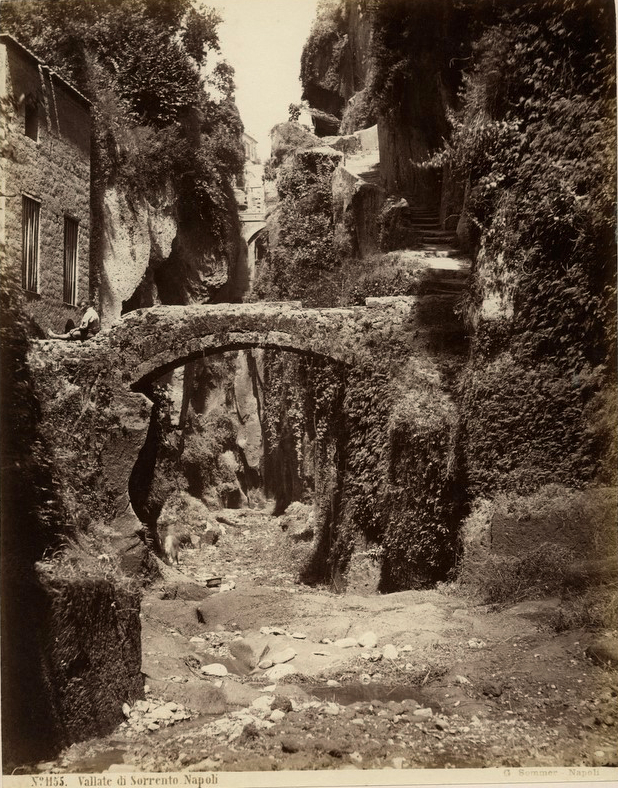
Dolina Młynów (1834-1914)

## Historia
Historia Doliny Młynów sięga XVI wieku, kiedy to wąwozy Sorrento były własnością rodziny Tasso. Wkrótce potem, w wyniku sprzedaży, teren ten przeszedł w ręce rodziny Correale, która zainicjowała budowę portu w Marina Piccola. Onofrio Correale rozpoczął projekt na początku XVII wieku, wybierając lokalizację zwaną Capo Cervo, przemianowaną później na Capo di Cerere, upamiętniającą rzymską świątynię poświęconą bogini Ceres. Ta świątynia została zniszczona w wyniku osunięć terenu w 1580 i 1604 roku. Młyn funkcjonował do początków XX wieku, mieląc zboża dla lokalnych mieszkańców. Oprócz młyna w dolinie działał tartak, który wykorzystywał wodę z okolicznych wzgórz do obróbki drewna, oraz publiczna pralnia, stanowiąca istotny element życia społecznego. Tartak dostarczał deski o dowolnej grubości i z różnych gatunków drewna, takich jak czereśnia, oliwka i orzech, lokalnym stolarzom, którzy zyskali uznanie na całym świecie dzięki produkcji rzemieślniczych wyrobów o wysokiej wartości artystycznej.
W dolinie zachowały się również jaskinie, w których wykopano studnie dostarczające wodę mieszkańcom Sorrento. Z ich ścian wydobywano także tuf, używany do budowy wielu domów przed pojawieniem się betonu zbrojonego. Po wybudowaniu Piazza Tasso w 1866 roku Dolina Młynów uległa znacznemu zniszczeniu, co odcięło ją od Marina Piccola i doprowadziło do przekierowania wód, a w rezultacie mieszkańcy zaczęli opuszczać dolinę.
Dziś ruiny Doliny Młynów, porośnięte mchem, paprociami i inną gęstą roślinnością, tworzą malowniczy krajobraz, przypominający „stary zamek w centrum dżungli”. Miejsce to jest uznawane za jedno z najpiękniejszych w tej części Włoch i stanowi popularną atrakcję turystyczną.

## Geografia
Dolina Młynów położona jest w środku Sorrento, w pobliżu głównego placu Piazza Tasso. Powstała w wyniku erupcji wulkanicznej sprzed około 35 000 lat, a jej kształt uformowały wody okolicznych strumieni, takich jak Casarlano i Sant’Antonino. Mikroklimat doliny, charakteryzujący się wysoką wilgotnością, sprzyja rozwojowi unikalnej flory, w tym paproci Phyllitis vulgaris. W dolinie przez cały rok poziom wilgotności sięga 80%.
Dolina Młynów cechuje krajobraz, w którym ruiny młynów, tartaku i pralni, pokryte mchem i bujną roślinnością, przypominają starożytne zamki skryte w tropikalnej dżungli.

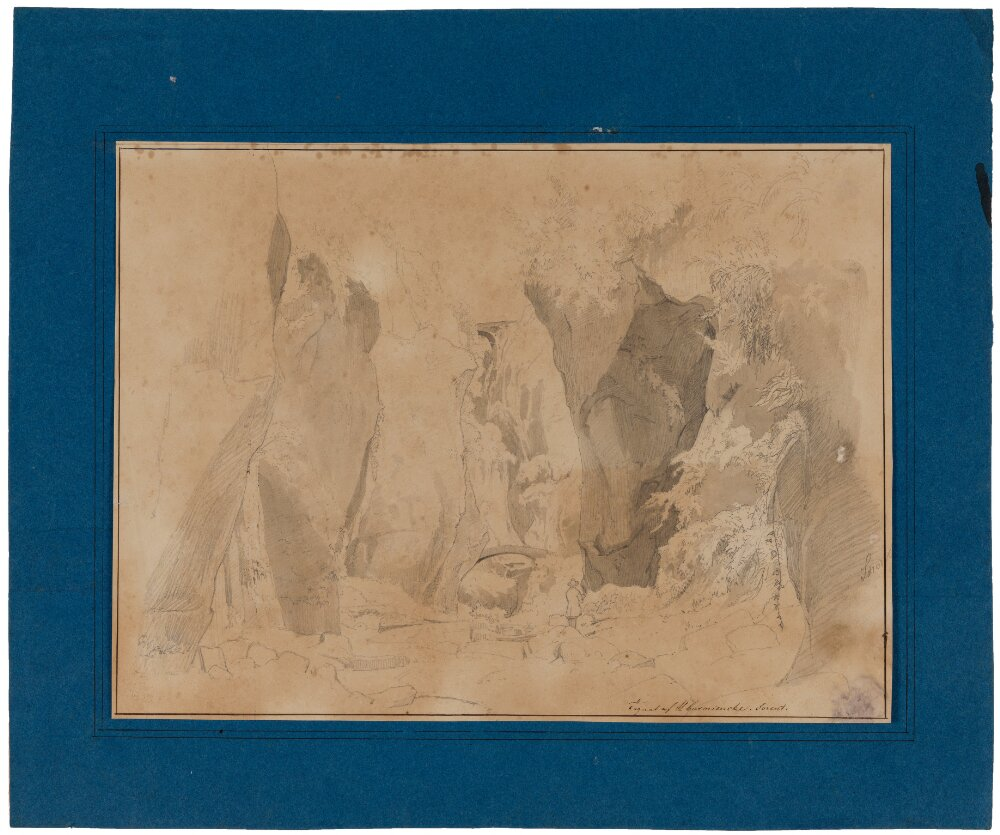
Hermann Carmiencke – Widok na Vallone dei Mulini w Sorrento

## Znaczenie
Dolina Młynów odgrywa istotną rolę w kulturze i turystyce regionu. Przyciąga malarzy oraz fotografów. Choć teren doliny jest obecnie własnością prywatną, można ją oglądać z Piazza Tasso oraz z drogi Via Fuorimura. Dolina stała się jednym z najczęściej fotografowanych miejsc w Sorrento, zyskując popularność również w mediach społecznościowych.
W listopadzie 2019 roku władze Sorrento podjęły działania mające na celu renowację młynów. Mimo że Dolina Młynów nie pełni już swojej pierwotnej funkcji, pozostaje ważnym punktem na mapie turystycznej, oferując wgląd w historię regionu i będąc przykładem wpływu człowieka na krajobraz.